# Élections législatives de 1898 dans le Calvados
Les élections législatives de 1898 ont eu lieu les 8 et 22 mai 1898.

## Députés élus
|   | Circonscription | Député sortant |  | Groupe parlementaire | Député élu                    |  | Groupe parlementaire       |
| - | --------------- | -------------- |  | -------------------- | ----------------------------- |  | -------------------------- |
| 1 | 1re de Caen     |                |  |                      | Georges Lebret                |  | Républicains progressistes |
| 2 | 2e de Caen      |                |  |                      | Louis Doynel de Saint-Quentin |  | Républicains indépendants  |
| 3 | Bayeux          |                |  |                      | Henri Gérard                  |  | Non-Inscrit                |
| 4 | Falaise         |                |  |                      | Charles-Ernest Paulmier       |  | Républicains indépendants  |
| 5 | Lisieux         |                |  |                      | Henri Laniel                  |  | Républicains progressistes |
| 6 | Pont-l'Évêque   |                |  |                      | Conrad de Witt                |  | Non-Inscrit                |
| 7 | Vire            |                |  |                      | Émile Chenel                  |  | Républicains progressistes |

## Résultats à l'échelle du département
| Partis         | Partis                     | Premier tour | Premier tour | Deuxième tour | Deuxième tour | Sièges |
| Partis         | Partis                     | Voix         | %            | Voix          | %             | Sièges |
| -------------- | -------------------------- | ------------ | ------------ | ------------- | ------------- | ------ |
|                | Républicains progressistes | 26 640       | 34,30        | 5 653         | 48,82         | 3      |
|                | Monarchistes               | 22 961       | 29,57        |               |               | 2      |
|                | Ralliés                    | 17 913       | 23,07        | 5 653         | 48,82         | 2      |
|                | Radicaux                   | 9 528        | 12,27        |               |               | 0      |
|                | Socialistes                | 560          | 0,72         | 0             |               |        |
|                | Divers                     | 59           | 0,08         | 207           | 1,79          | 0      |
|                |                            |              |              |               |               |        |
| Inscrits       | Inscrits                   | 112 925      | 100,00       | 16 062        | 100,00        | 7      |
| Votants        | Votants                    | 80 816       | 71,57        | 11 717        | 72,95         |        |
| Abstentions    | Abstentions                | 32 109       | 28,43        | 4 345         | 27,05         |        |
| Blancs et nuls | Blancs et nuls             | 3 155        | 3,90         | 138           | 1,18          |        |
| Exprimés       | Exprimés                   | 77 661       | 96,10        | 11 579        | 98,82         |        |

## Résultats par arrondissement

### Arrondissement de Caen

#### 1recirconscription
| Candidat       | Candidat       | Parti                    | Premier tour | Premier tour | Deuxième tour | Deuxième tour |
| Candidat       | Candidat       | Parti                    | Voix         | %            | Voix          | %             |
| -------------- | -------------- | ------------------------ | ------------ | ------------ | ------------- | ------------- |
|                | Georges Lebret | Républicain progressiste | 4 627        | 41,30        | 5 719         | 49,39         |
|                | Delarbre       | Rallié                   | 4 156        | 37,10        | 5 653         | 48,82         |
|                | Hervieu        | Républicain progressiste | 1 855        | 16,56        |               |               |
|                | Lecarpentier   | Socialiste               | 560          | 5,00         |               |               |
|                | Divers         | Divers                   | 5            | 0,04         | 207           | 1,79          |
|                |                |                          |              |              |               |               |
| Inscrits       | Inscrits       | Inscrits                 | 16 062       | 100,00       | 16 062        | 100,00        |
| Votants        | Votants        | Votants                  | 11 544       | 71,87        | 11 717        | 72,95         |
| Abstention     | Abstention     | Abstention               | 4 518        | 28,13        | 4 345         | 27,05         |
| Blancs et nuls | Blancs et nuls | Blancs et nuls           | 341          | 2,95         | 138           | 1,18          |
| Exprimés       | Exprimés       | Exprimés                 | 11 203       | 97,05        | 11 579        | 98,82         |

#### 2ecirconscription
| Candidat       | Candidat                      | Parti          | Premier tour | Premier tour |
| Candidat       | Candidat                      | Parti          | Voix         | %            |
| -------------- | ----------------------------- | -------------- | ------------ | ------------ |
|                | Louis Doynel de Saint-Quentin | Rallié         | 7 167        | 99,78        |
|                | Divers                        | Divers         | 16           | 0,22         |
|                |                               |                |              |              |
| Inscrits       | Inscrits                      | Inscrits       | 13 793       | 100,00       |
| Votants        | Votants                       | Votants        | 8 315        | 60,28        |
| Abstention     | Abstention                    | Abstention     | 5 478        | 39,72        |
| Blancs et nuls | Blancs et nuls                | Blancs et nuls | 1 132        | 13,61        |
| Exprimés       | Exprimés                      | Exprimés       | 7 183        | 86,39        |

### Arrondissement de Bayeux
| Candidat       | Candidat       | Parti          | Premier tour | Premier tour |
| Candidat       | Candidat       | Parti          | Voix         | %            |
| -------------- | -------------- | -------------- | ------------ | ------------ |
|                | Henri Gérard   | Monarchiste    | 9 167        | 99,86        |
|                | Divers         | Divers         | 13           | 0,14         |
|                |                |                |              |              |
| Inscrits       | Inscrits       | Inscrits       | 17 228       | 100,00       |
| Votants        | Votants        | Votants        | 10 235       | 59,41        |
| Abstention     | Abstention     | Abstention     | 6 993        | 40,59        |
| Blancs et nuls | Blancs et nuls | Blancs et nuls | 1 055        | 10,31        |
| Exprimés       | Exprimés       | Exprimés       | 9 180        | 89,69        |

### Arrondissement de Falaise
| Candidat       | Candidat                | Parti                    | Premier tour | Premier tour |
| Candidat       | Candidat                | Parti                    | Voix         | %            |
| -------------- | ----------------------- | ------------------------ | ------------ | ------------ |
|                | Charles-Ernest Paulmier | Rallié                   | 6 590        | 61,80        |
|                | Bellanger               | Républicain progressiste | 4 065        | 38,12        |
|                | Divers                  | Divers                   | 9            | 0,08         |
|                |                         |                          |              |              |
| Inscrits       | Inscrits                | Inscrits                 | 13 446       | 100,00       |
| Votants        | Votants                 | Votants                  | 10 772       | 80,11        |
| Abstention     | Abstention              | Abstention               | 2 674        | 19,89        |
| Blancs et nuls | Blancs et nuls          | Blancs et nuls           | 108          | 1,00         |
| Exprimés       | Exprimés                | Exprimés                 | 10 664       | 99,00        |

### Arrondissement de Lisieux
| Candidat       | Candidat       | Parti                    | Premier tour | Premier tour |
| Candidat       | Candidat       | Parti                    | Voix         | %            |
| -------------- | -------------- | ------------------------ | ------------ | ------------ |
|                | Henri Laniel   | Républicain progressiste | 7 256        | 54,98        |
|                | Henry Chéron   | Radical                  | 5 938        | 44,99        |
|                | Divers         | Divers                   | 4            | 0,03         |
|                |                |                          |              |              |
| Inscrits       | Inscrits       | Inscrits                 | 17 121       | 100,00       |
| Votants        | Votants        | Votants                  | 13 333       | 77,88        |
| Abstention     | Abstention     | Abstention               | 3 788        | 22,12        |
| Blancs et nuls | Blancs et nuls | Blancs et nuls           | 135          | 1,01         |
| Exprimés       | Exprimés       | Exprimés                 | 13 198       | 98,99        |

### Arrondissement de Pont-l'Évêque
| Candidat       | Candidat       | Parti          | Premier tour | Premier tour |
| Candidat       | Candidat       | Parti          | Voix         | %            |
| -------------- | -------------- | -------------- | ------------ | ------------ |
|                | Conrad de Witt | Monarchiste    | 6 001        | 62,54        |
|                | D'Hangest      | Radical        | 3 590        | 37,41        |
|                | Divers         | Divers         | 5            | 0,05         |
|                |                |                |              |              |
| Inscrits       | Inscrits       | Inscrits       | 16 069       | 100,00       |
| Votants        | Votants        | Votants        | 9 914        | 61,70        |
| Abstention     | Abstention     | Abstention     | 6 155        | 38,30        |
| Blancs et nuls | Blancs et nuls | Blancs et nuls | 318          | 3,21         |
| Exprimés       | Exprimés       | Exprimés       | 9 596        | 96,79        |

### Arrondissement de Vire
| Candidat       | Candidat        | Parti                    | Premier tour | Premier tour |
| Candidat       | Candidat        | Parti                    | Voix         | %            |
| -------------- | --------------- | ------------------------ | ------------ | ------------ |
|                | Émile Chenel    | Républicain progressiste | 8 790        | 52,83        |
|                | Jules Delafosse | Monarchiste              | 7 793        | 46,84        |
|                | Hébert          | Républicain progressiste | 47           | 0,28         |
|                | Divers          | Divers                   | 7            | 0,04         |
|                |                 |                          |              |              |
| Inscrits       | Inscrits        | Inscrits                 | 19 206       | 100,00       |
| Votants        | Votants         | Votants                  | 16 703       | 86,97        |
| Abstention     | Abstention      | Abstention               | 2 503        | 13,03        |
| Blancs et nuls | Blancs et nuls  | Blancs et nuls           | 66           | 0,40         |
| Exprimés       | Exprimés        | Exprimés                 | 16 637       | 99,60        |